# Plagiochila capillaris
Plagiochila capillaris là một loài rêu trong họ Plagiochilaceae. Loài này được Schiffner ex Stephani mô tả khoa học đầu tiên năm 1918.
Danh pháp khoa học của loài này chưa được làm sáng tỏ. 